# Timo Susi
Timo Antero Susi, född 25 januari 1959 i Kouvola, är en finländsk före detta ishockeyspelare.
Susi blev olympisk silvermedaljör i ishockey vid vinterspelen 1988 i Calgary.